# Кухруд
31°22′41″ пн. ш. 54°22′43″ сх. д. / 31.378027° пн. ш. 54.378662° сх. д.
Кухруд (в перекладі «гірська річка») — гірський хребет в Ірані, в системі Середньоіранських гір.
Протяжність з північного заходу на південний схід становить близько 900 км, переважаючі висоти — 2000-3000 м. Найвища точка — згаслий вулкан Хезар (4420 м). Хребет складений переважно осадовими і вулканогенними товщами. Річна кількість опадів змінюється від 100 мм у передгір'ях до 300 мм у верхньому поясі гір. В ландшафті переважають гірські пустелі і напівпустелі, у верхньому поясі — гірські степи. По ущелинах зустрічаються зарості волоського горіха, а також невеликі оази. Головна галузь сільського господарства — пасовищне тваринництво.